# Wesley
Wesley dos Santos Rodrigues (sinh ngày 2 tháng 4 năm 1992), thường được gọi với tên ngắn gọn là Wesley, là một cầu thủ bóng đá chuyên nghiệp người Brasil hiện đang chơi ở vị trí trung vệ. Anh từng thi đấu cho câu lạc bộ Nam Định của Việt Nam.

## Sự nghiệp câu lạc bộ
Wesley từng thi đấu tại câu lạc bộ Nam Định ở mùa giải 2021 và là một chốt chặn đáng tin cậy của huấn luyện viên Nguyễn Văn Sỹ.